# Сандыктауский район
Сандыктауский район (каз. Сандықтау ауданы; до 1997 года — Балкашинский район) — административная единица Акмолинской области Казахстана. Административный центр — село Балкашино.

## География
Район расположен в северо-западной части Акмолинской области, где имеет границу с Северо-Казахстанской областью.
Территория района представляет собой равнину, пронизанную с севера на юг параллельными хребтами, основные из которых — Сандыктау и Жаксы-Укты. Хребты представляют собой гранитные сооружения на докембрийском основании. Высшая точка — 626 м (г. Безымянная), в 12 км к востоку от Балкашино. На северо-северо-западе района расположен хребет Жыланды.
По территории района протекает река Жабай с притоками Саркырама, Ащылы и др.
Имеются небольшие пресные озёра — Кабаний ключ, Кумдыколь, Жаксы-Жалгызтау и прочие.

## История
Сандыктауский район был образован 17 января 1928 года в составе Петропавловского округа с центром в с. Балкашино. В течение ряда лет он относился к Карагандинской, Северо-Казахстанской областям, а с 14 октября 1939 года стал входить в Акмолинскую область. С 9 января 1935 года он носил название Молотовский, 30 августа 1957 года переименован в Балкашинский, а 14 ноября 1997 года переименован в Сандыктауский. В районе 5 населённых пунктов, которым свыше 100 лет.

## Административное деление
Сандыктауский район как административно-территориальная единица включает в свой состав 13 сельских округов и 1 аул.
| №  | Административная единица      | Административный центр | Количество населённых пунктов | Население (2009) |
| -- | ----------------------------- | ---------------------- | ----------------------------- | ---------------- |
| 1  | Балкашинский сельский округ   | село Балкашино         | 3                             | 5 883            |
| 2  | Баракпайский сельский округ   | село Баракпай          | 3                             | 780              |
| 3  | Белгородский сельский округ   | село Белгородское      | 3                             | 918              |
| 4  | Берликский сельский округ     | село Красная Поляна    | 3                             | 1 034            |
| 5  | Васильевский сельский округ   | село Васильевка        | 3                             | 1 061            |
| 6  | Веселовский сельский округ    | село Весёлое           | 3                             | 1 187            |
| 7  | Жамбылский сельский округ     | село Приозёрное        | 2                             | 1 048            |
| 8  | Каменский сельский округ      | село Каменка           | 2                             | 1 420            |
| 9  | Лесной сельский округ         | село Лесное            | 5                             | 1 514            |
| 10 | Аул Мадениет                  | аул Мадениет           | 1                             | 550              |
| 11 | Максимовский сельский округ   | село Максимовка        | 4                             | 1 900            |
| 12 | Новоникольский сельский округ | село Новоникольское    | 5                             | 1 425            |
| 13 | Сандыктауский сельский округ  | село Сандыктау         | 2                             | 1 953            |
| 14 | Широковский сельский округ    | село Богородка         | 2                             | 848              |

### Населённые пункты
В Сандыктауском районе 41 населённых пунктов (все — сельские).
| №  | Населённый пункт | Тип                          | Население, чел. (2009) | Административная единица      |
| -- | ---------------- | ---------------------------- | ---------------------- | ----------------------------- |
| 1  | Арбузинка        | село                         | ↗173                   | Берликский сельский округ     |
| 2  | Балкашино        | село, административный центр | ↗4 907                 | Балкашинский сельский округ   |
| 3  | Баракпай         | село                         | ↘354                   | Баракпайский сельский округ   |
| 4  | Белгородское     | село                         | ↘547                   | Белгородский сельский округ   |
| 5  | Богородка        | село                         | ↘586                   | Широковский сельский округ    |
| 6  | Богословка       | село                         | ↘62                    | Каменский сельский округ      |
| 7  | Быстримовка      | село                         | ↘178                   | Лесной сельский округ         |
| 8  | Васильевка       | село                         | ↘394                   | Васильевский сельский округ   |
| 9  | Весёлое          | село                         | ↘783                   | Веселовский сельский округ    |
| 10 | Владимировка     | село                         | ↘272                   | Максимовский сельский округ   |
| 11 | Граниковка       | село                         | ↘100                   | Лесной сельский округ         |
| 12 | Дорогинка        | село                         | ↘262                   | Широковский сельский округ    |
| 13 | Жиланды          | село                         | ↘206                   | Веселовский сельский округ    |
| 14 | Каменка          | село                         | ↘1 358                 | Каменский сельский округ      |
| 15 | Красная Поляна   | село                         | ↗570                   | Берликский сельский округ     |
| 16 | Кумдыколь        | село                         | ↘274                   | Новоникольский сельский округ |
| 17 | Кызылказахстан   | село                         | ↘353                   | Жамбылский сельский округ     |
| 18 | Лесное           | село                         | ↘750                   | Сандыктауский сельский округ  |
| 19 | Лесхоз           | НП                           | ↘501                   | Балкашинский сельский округ   |
| 20 | Мадениет         | аул                          | ↘550                   | Аул Мадениет                  |
| 21 | Максимовка       | село                         | ↘1 072                 | Максимовский сельский округ   |
| 22 | Меньшиковка      | село                         | ↘178                   | Новоникольский сельский округ |
| 23 | Михайловка       | село                         | ↘282                   | Лесной сельский округ         |
| 24 | Мысок            | село                         | ↘289                   | Новоникольский сельский округ |
| 25 | Новоникольское   | село                         | ↘585                   | Новоникольский сельский округ |
| 26 | Новоромановка    | село                         | ↘311                   | Сандыктауский сельский округ  |
| 27 | Новосёловка      | село                         | ↘198                   | Веселовский сельский округ    |
| 28 | Новый Городок    | село                         | ↘176                   | Максимовский сельский округ   |
| 29 | Петриковка       | село                         | ↘291                   | Берликский сельский округ     |
| 30 | Петровка         | село                         | ↘475                   | Балкашинский сельский округ   |
| 31 | Преображенка     | село                         | ↘159                   | Белгородский сельский округ   |
| 32 | Приозёрное       | село                         | ↘675                   | Жамбылский сельский округ     |
| 33 | Раздольное       | село                         | ↘197                   | Белгородский сельский округ   |
| 34 | Речное           | село                         | ↘204                   | Лесной сельский округ         |
| 35 | Сандыктау        | село                         | ↘1 642                 | Сандыктауский сельский округ  |
| 36 | Смольное         | село                         | ↘99                    | Новоникольский сельский округ |
| 37 | Спасское         | село                         | ↘380                   | Максимовский сельский округ   |
| 38 | Тучное           | село                         | ↘183                   | Васильевский сельский округ   |
| 39 | Улан             | аул                          | ↘484                   | Васильевский сельский округ   |
| 40 | Хлебное          | село                         | ↘228                   | Баракпайский сельский округ   |
| 41 | Чашке            | село                         | ↘181                   | Баракпайский сельский округ   |

В 1989 году в районе насчитывалось — 51 населённых пунктов.

#### Упразднённые населённые пункты
- 19 декабря 2000 года было упразднено село Каховка[6],
- 19 декабря 2000 года была упразднена станция Бараккуль[6],
- 4 января 2006 года было упразднено село Ключевка[7],
- 4 января 2006 года было упразднено село Крутые Горки[7],
- 4 января 2006 года было упразднено село Профинтерн[7],
- 16 октября 2009 года было упразднено село Ащилы[8],
- 16 октября 2009 года было упразднено село Березовка[8],
- 16 октября 2009 года было упразднено село Новодобринка[8].

## Население
| Численность населения Сандыктауского района | Численность населения Сандыктауского района | Численность населения Сандыктауского района | Численность населения Сандыктауского района | Численность населения Сандыктауского района | Численность населения Сандыктауского района | Численность населения Сандыктауского района |
| 1939                                        | 1959                                        | 1970                                        | 1979                                        | 1989                                        | 1999                                        | 2004                                        |
| ------------------------------------------- | ------------------------------------------- | ------------------------------------------- | ------------------------------------------- | ------------------------------------------- | ------------------------------------------- | ------------------------------------------- |
| 32 302                                      | ↗45 792                                     | ↗46 559                                     | ↘37 246                                     | ↘36 606                                     | ↘28 729                                     | ↘25 232                                     |
| 2005                                        | 2006                                        | 2007                                        | 2008                                        | 2009                                        | 2010                                        | 2011                                        |
| ↘24 520                                     | ↘23 995                                     | ↘23 593                                     | ↘23 182                                     | ↘21 521                                     | ↘21 268                                     | ↘21 065                                     |
| 2012                                        | 2013                                        | 2014                                        | 2015                                        | 2016                                        | 2017                                        | 2018                                        |
| ↘20 633                                     | ↘20 311                                     | ↘20 010                                     | ↘19 590                                     | ↘19 477                                     | ↘19 053                                     | ↘18 689                                     |
| 2019                                        | 2020                                        | 2021                                        |                                             |                                             |                                             |                                             |
| ↘18 398                                     | ↘17 951                                     | ↘17 556                                     |                                             |                                             |                                             |                                             |

### Национальный состав
| №  | Национальность | 1939 год         | 2019 год         |
| -- | -------------- | ---------------- | ---------------- |
| 1  | Русские        | 22 707 (70,30%)  | 10 372 (56,38%)  |
| 2  | Казахи         | 5 137 (15,90%)   | 3 574 (19,43%)   |
| 3  | Чеченцы        | -                | 1 465 (7,96%)    |
| 4  | Немцы          | 69 (0,21%)       | 1 216 (6,61%)    |
| 5  | Украинцы       | 3 650 (11,30%)   | 632 (3,44%)      |
| 6  | Белорусы       | 86 (0,27%)       | 272 (1,48%)      |
| 7  | Татары         | 133 (0,41%)      | 149 (0,81%)      |
| 8  | Ингуши         | -                | 135 (0,73%)      |
| 9  | Азербайджанцы  | -                | 104 (0,57%)      |
| 10 | Удмурты        | -                | 51 (0,28%)       |
| 11 | Поляки         | 32 (0,10%)       | 43 (0,23%)       |
| 12 | Молдаване      | -                | 42 (0,23%)       |
| 13 | Башкиры        | -                | 41 (0,22%)       |
| 14 | Армяне         | -                | 24 (0,13%)       |
| 15 | Корейцы        | 22 (0,07%)       | 19 (0,10%)       |
| 16 | Марийцы        | -                | 15 (0,08%)       |
| 17 | Мордва         | 156 (0,48%)      | 3 (0,02%)        |
| 18 | Другие         | 310 (1,68%)      | 241 (1,31%)      |
| 19 | Всего          | 32 302 (100,00%) | 18 398 (100,00%) |

### Половозрастной состав
По данным Национальной переписи населения Республики Казахстан 2009 года:
| Возраст     | Мужчины, чел. | Женщины, чел. | Общая численность, чел. | Доля от всего населения, % |
| ----------- | ------------- | ------------- | ----------------------- | -------------------------- |
| 0 — 14 лет  | 2 255         | 2 191         | 4 446                   | 20,66 %                    |
| 15 — 64 лет | 7 290         | 7 239         | 14 529                  | 67,51 %                    |
| от 65 лет   | 923           | 1 623         | 2 546                   | 11,83 %                    |
| Всего       | 10 468        | 11 053        | 21 521                  | 100,00 %                   |

- Мужчин — 10 468 (48,64 %). Женщин — 11 053 (51,36 %).